# کالین کالیندریج
کالین کالیندریج (انگلیسی: Colin Collindridge; ۱۵ نوامبر ۱۹۲۰ – ۱۴ آوریل ۲۰۱۹) بازیکن فوتبال اهل بریتانیا بود.
از باشگاه‌هایی که در آن بازی کرده‌است می‌توان به باشگاه فوتبال ناتینگهام فارست، باشگاه فوتبال بث سیتی، باشگاه فوتبال روترهام یونایتد، باشگاه فوتبال اولدهام اتلتیک، باشگاه فوتبال شفیلد یونایتد، باشگاه فوتبال لینکولن سیتی، باشگاه فوتبال چسترفیلد، باشگاه فوتبال کاونتری سیتی، و باشگاه فوتبال نوتس کانتی اشاره کرد.